# Sovětský svaz na Zimních olympijských hrách 1980
Sovětský svaz na Zimních olympijských hrách 1980 reprezentovalo 86 sportovců (63 mužů a 23 žen) v 9 sportech.

## Medailisté
| Medaile | Jméno | Sport          | Disciplína              |
| ------- | --- | -------------- | ----------------------- |
| Zlato   | Anatolij Aljabjev | Biatlon        | Muži 20 km              |
| Zlato   | Vladimir Alikin Alexandr Tichonov Vladimir Barnašov Anatolij Aljabjev | Biatlon        | Muži štafeta 4 x 7.5 km |
| Zlato   | Nikolaj Zimjatov | Běh na lyžích  | Muži 30 km              |
| Zlato   | Nikolaj Zimjatov | Běh na lyžích  | Muži 50 km              |
| Zlato   | Vasilij Ročev Nikolaj Bažukov Jevgenij Běljajev Nikolaj Zimjatov | Běh na lyžích  | Muži štafeta 4 x 10 km  |
| Zlato   | Raisa Smetaninová | Běh na lyžích  | Ženy 5 km               |
| Zlato   | Irina Rodninová Alexandr Zajcev | Krasobruslení  | Sportovní dvojice       |
| Zlato   | Natalja Liničuková Gennadij Karponosov | Krasobruslení  | Taneční páry            |
| Zlato   | Věra Zozuljová | Saně           | Ženy jednotlivci        |
| Zlato   | Natalja Petrusjovová | Rychlobruslení | Ženy 1 000 m            |
| Stříbro | Vladimir Alikin | Biatlon        | Muži 10 km sprint       |
| Stříbro | Vasilij Ročev | Běh na lyžích  | Muži 30 km              |
| Stříbro | Nina Fjodorovová Nina Ročevová Galina Kulakovová Raisa Smetaninová | Běh na lyžích  | Ženy štafeta 4 x 5 km   |
| Stříbro | Marina Čerkasovová Sergej Šachraj | Krasobruslení  | Sportovní dvojice       |
| Stříbro | Vladislav Treťjak Vladimir Myškin Vjačeslav Fetisov Vasilij Pěrvuchin Alexej Kasatonov Sergej Starikov Zinetula Biljaletdinov Valerij Vasiljev Boris Michajlov Vladimir Petrov Valerij Charlamov Alexandr Golikov Vladimir Krutov Sergej Makarov Alexandr Malcev Viktor Žluktov Helmuts Balderis Jurij Lebeděv Alexandr Skvorcov Vladimir Golikov | Lední hokej    | Turnaj mužů             |
| Stříbro | Jevgenij Kulikov | Rychlobruslení | Muži 500 m              |
| Bronz   | Anatolij Aljabjev | Biatlon        | Muži 10 km sprint       |
| Bronz   | Alexandr Zavjalov | Běh na lyžích  | Muži 50 km              |
| Bronz   | Irina Mojsejevová Andrej Miněnkov | Krasobruslení  | Taneční páry            |
| Bronz   | Ingrida Amantovová | Saně           | Ženy jednotlivci        |
| Bronz   | Vladimir Lobanov | Rychlobruslení | Muži 1 000 m            |
| Bronz   | Natalja Petrusjovová | Rychlobruslení | Ženy 500 m              |